# Roland (Manitoba)
Roland es un municipio rural canadiense situado en la provincia de Manitoba.

## Superficie
Roland tiene una superficie de 484,47 km².

## Demografía
En 2021, tenía 1145 habitantes, una densidad poblacional de 2,4 hab./km², y 424 viviendas.